# Onderzoekscollectief Opstand
Het onderzoekscollectief Opstand was een collectief, dat onderzoek deed naar armoede, beleid en verzet.
Het onderzoekscollectief is ontstaan uit de Stichting Opstand. Opstand was opgericht in 1987 en was als rechtspersoon bij de Kamer van Koophandel geregistreerd aan de Da Costastraat in het voormalige kraakpand van Tetterode ('de Rode Tetter') in Amsterdam.
Stichting Opstand was een initiatief van uitkeringsgerechtigden. Het was een collectief, dat onderzoek deed naar armoede, beleid en verzet. In 1992 zijn twee leden van het onderzoekscollectief Opstand op studiereis geweest naar Turkije om daar onderzoek te doen in de confectie-industrie. Ze deden onderzoek naar: 
- a) de achtergrond van de migratie van arbeiders vanuit de Turkse confectie naar Nederland
- b) de mate van verantwoordelijkheid van Nederlandse grootwinkelbedrijven voor de arbeidsomstandigheden in deze industrie.

Onderzoeksjournalisten Hans Krikke en Jan Müter hebben dit onderzoek verricht en publiceerden een korte impressie van hun bevindingen in het onderzoeksrapport Bir Yan Dikis (1993). 
De Stichting bestond tot november 1998 en werd daarna omgedoopt tot Stichting Searchweb. Dit is een onafhankelijk initiatief en is niet gelieerd aan enige politieke of religieuze stroming. Searchweb is opgebouwd uit een kerngroep van drie (betaalde) medewerkers en een beperkt aantal vrijwilligers. Naast een loonkostensubsidie worden alle onderzoeken en interventies gefinancierd uit bijdragen van particuliere fondsen. Soms verricht de stichting onderzoek en werkzaamheden in opdracht van derden.

## Banden met RaRa
Volgens Justitie waren er banden tussen de links-terroristische groepering Revolutionaire Anti-Racistische Actie en de stichting Opstand. In 1994 werden diverse huiszoekingen gedaan, onder meer bij de journalisten Hans Krikke en Jan Müter. Justitie kon de verdenking niet hard maken moest de zaak tegen de beide journalisten seponeren. 230.000 gulden schadevergoeding werd betaald om de strafrechtelijke procedure voor schadeloosstelling af te kopen.